# (1491) Balduino
(1491) Balduino es un asteroide que forma parte del cinturón exterior de asteroides y fue descubierto el 23 de febrero de 1938 por Eugène Joseph Delporte desde el Real Observatorio de Bélgica, Uccle.

## Designación y nombre
Balduino fue designado al principio como 1938 EJ.
Más adelante se nombró en honor del rey de los belgas Balduino de Bélgica (1930-1993).

## Características orbitales
Balduino está situado a una distancia media del Sol de 3,236 ua, pudiendo acercarse hasta 2,792 ua. Tiene una excentricidad de 0,1372 y una inclinación orbital de 3,673°. Emplea 2126 días en completar una órbita alrededor del Sol.